# 木場出入口 (愛知県)
木場出入口（きばでいりぐち）は、愛知県名古屋市港区木場町にある名古屋高速4号東海線の出入口である。

## 概要
東海JCT方面への入口と同方面からの出口のみをもつハーフインターチェンジである。この入口から都心環状線方面には行けないため、隣りの港明入口を利用する必要がある。
出入口は、カーブ状となっている。

## 路線
- 名古屋高速4号東海線

## 接続する道路
- 港楽木場町線
- 国道23号（名四国道）

## 歴史
- 2011年11月19日 : 当出入口 - 東海JCT間開通に伴い供用開始
- 2013年11月23日 : 六番北出入口 - 当出入口間開通

## 利用台数
名古屋市統計年鑑による利用台数の推移
| 2011年（平成23年）度 | 94409台  |  |
| 2012年（平成24年）度 | 383118台 |  |
| 2013年（平成25年）度 | 454722台 |  |

## 周辺
- ヤマナカ 木場店
- 新日本ウエックス株式会社
- 都市再生機構 木場団地
- スーパーオートバックス ナゴヤベイ
- 市営南木場荘
- 県営木場南住宅
- きらく橋

## 隣
名古屋高速4号東海線
(404/414)港明出入口 - (405/415)木場出入口 - (406/416)船見出入口